# Oldenlandia umbrosa
Oldenlandia umbrosa är en måreväxtart som beskrevs av Jean Baptiste Louis Pierre och Charles-Joseph Marie Pitard. Oldenlandia umbrosa ingår i släktet Oldenlandia och familjen måreväxter.
Artens utbredningsområde är Kambodja. Inga underarter finns listade i Catalogue of Life.